# Primärläsion

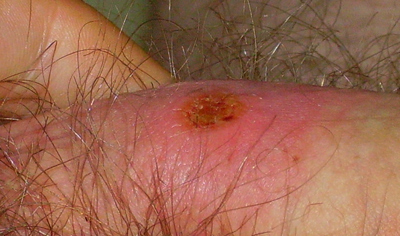
Primäraffekt der Syphilis an der Unterseite des Penis

Als Primärläsion oder Primäraffekt bezeichnet man in der Medizin eine lokale Reaktion zu Beginn einer Infektionskrankheit.
Beispiele sind der Primäraffekt der Tuberkulose als Reaktion auf den Erreger Mycobacterium tuberculosis oder das Ulcus durum (harter Schanker) an der Eintrittsstelle von Treponema pallidum bei der Syphilis.
Primäraffekt und reagierende regionale Lymphknoten bezeichnet man zusammen als Primärkomplex.